# Teodoro II de Monferrato
Teodoro II de Monferrato ou Teodoro II Paleólogo (m. 16 de abril de 1418) foi um marquês de Monferrato de 1381 até sua morte.

## História
Terceiro filho de João II de Monferrato com Isabel de Maiorca, Teodoro foi nomeado governador do marquesado depois da morte de seu irmão, João III. Quando seu pai morreu, a Marca de Monferrato mergulhou num crise sucessória entre seus dois jovens filhos. Nenhum dos dois tinha a autoridade necessária para lidar com o caos resultante. Durante sua juventude, Teodoro foi ajudado pelo regente João Galeácio Visconti, mas logo ficou aparente que ele era uma pessoa de personalidade fraca. Ao se casar, por conta própria, com uma milanesa filha de Leonardo Malaspina, o marquês de Lunigiana, Teodoro foi forçado a ceder Asti para João Galeácio.
Depois da morte de suas primeiras duas esposas, ele se casou novamente com Margarida de Saboia, a filha de Amadeu, o príncipe de Acaia, em 17 de fevereiro de 1403. Imediatamente depois, uma guerra irrompeu entre ele e Amadeu VIII de Saboia. Filipe Maria Visconti do Ducado de Milão interveio do lado de Teodoro como retribuição que ele havia dado aos Visconti em sua luta para recuperar o poder em Milão.
Em 1400, Teodoro concedeu Borgo San Martino para Facino Cane pelos seus serviços. Em 1409, ele e Facino conseguiram tomar posse de Milão e de Gênova. Teodoro conseguiu manter o governo de ambas as cidades até 1413, quando, depois de perceber a complexidade de manter seus domínios no Piemonte e na Lombardia simultaneamente, entregou-as em troca de uma grande soma em dinheiro.
Depois da morte de Facino, Teodoro teve que lutar contra os Visconti no Piemonte até 1417, quando um acordo foi firmado. Teodoro morreu logo em seguida e foi sucedido por seu filho João Jacó.

## Casamento e filhos
Teodoro se casou primeiro com Argentina Malaspina, a filha de Leonardo Malaspina, marquesa de Massa. Não tiveram filhos.
Em 1393, Teodoro se casou com Joana de Bar, filha de Roberto I, duque de Bar, com Maria de Valois. Ela era neta de João II da França e Bona da Boêmia. Tiveram dois filhos:
- João Jacó de Monferrato (23 de março de 1395 - 12 de março de 1445), que o sucedeu.
- Sofia de Monferrato (m. 21 de agosto de 1434), que se casou com o imperador bizantino João VIII Paleólogo.

Joana morreu em 14 de janeiro de 1402. Teodoro permaneceu viúvo por um ano e, em 17 de janeiro de 1403, se casou com Margarida de Saboia, a filha mais velha de Amadeu do Principado de Acaia com  Catarina de Genebra. Não tiveram filhos. Margarida sobreviveu ao marido por mais quarenta e seis anos e morreu em 23 de novembro de 1464. Ela é considerada uma beata pela Igreja Católica.